# Ferulago cassia
Ferulago cassia är en flockblommig växtart som beskrevs av Pierre Edmond Boissier. Ferulago cassia ingår i släktet Ferulago och familjen flockblommiga växter. Inga underarter finns listade i Catalogue of Life.